# لو ویگان، گار
لو ویگان، گار (به فرانسوی: Le Vigan) یک کمون در فرانسه است که در canton of Le Vigan واقع شده‌است.

## خصوصیات
لو ویگان ۱۷٫۲۴ کیلومترمربع مساحت و ۳٬۹۶۴ نفر جمعیت دارد و ۲۳۱ متر بالاتر از سطح دریا واقع شده‌است.

## خواهرخوانده
شهر چیسانو سول نوا خواهرخواندهٔ لو ویگان، گار هست.